# Cool nights
Cool nights is een studioalbum van Gary Burton. Het album is opgenomen in de studio A van de Power Station in New York. In het bijbehorend boekwerkje legde het platenlabel uit, dat de muziek van Burton met dit album een andere kant opging Burton wilde meer de kant op van Nat King Cole, Louis Armstrong, Billie Holiday, Ella Fitzgerald, Sarah Vaughan en Carmen McRae. Burtons muzikale vriend Pat Metheny speelde niet mee op dit album, maar leverde vier van de elf nummers.

## Musici
- Gary Burton – vibrafoon
- Bob James – toetsinstrumenten
- Bob Berg – tenorsaxofoon
- Wolfgang Muthspiel – gitaar[1]
- Peter Erskine – slagwerk
- Will Lee – basgitaar

## Muziek
| Nr. | Titel                                  | Duur |
| --- | -------------------------------------- | ---- |
| 1.  | Going home (Mitchel Forman)            | 3:44 |
| 2.  | Cool nights (Pat Metheny)              | 4;31 |
| 3.  | With mallets a forethought (Bob James) | 6;35 |
| 4.  | Take another look (Pat Metheny)        | 5:38 |
| 5.  | I never left (Tommy Kamp)              | 5:08 |
| 6.  | Gorgeous (Mitchel Forman)              | 6;35 |
| 7.  | Huba huba (Vince Mendoza)              | 4:34 |
| 8.  | Hopscotch (Wolfgang Muthspiel)         | 4:41 |
| 9.  | Artifacts (Bob James)                  | 6:09 |
| 10. | The last to know (Pat Metheny)         | 4:47 |
| 11. | Farmer’s trust (Pat Metheny)           | 6;31 |